# 2-巯基吡啶
2-巯基吡啶是一种有机硫化合物，化学式为HSC5H4N。这种黄色晶体是吡啶的衍生物。2-巯基吡啶及其衍生物主要用作酰化试剂。2-巯基吡啶也可以用于保护胺和酰亚胺基，或者用作选择性的还原剂。2-巯基吡啶可以氧化为2,2'-二吡啶基二硫化物。

## 反应
2-巯基吡啶可以氧化为2,2'-二吡啶基二硫化物。胺是将硫醇氧化成二硫化物的良好催化剂，该催化反应是自催化的。
2-巯基吡啶也可以通过2,2'-联吡啶二硫化物的氢化还原来制备。
C5H4NSSC5H4N + 2 [H] → 2 HSC5H4N